# Boto-de-burmeister
O boto-de-Burmeister ou toninha-de-burmeister (nome científico: Phocoena spinipinnis) é um pequeno cetáceo que habita águas costeiras da América do Sul, do Brasil ao Estreito de Magalhães. Foi descrito pela primeira vez pelo zoólogo Hermann Burmeister com apenas um exemplar capturado na região do Rio da Plata, Argentina.
Mede entre 1,5 e 1,8 metros, pesa até 70 kg  e tem coloração cinza escuro. Alimenta-se de peixes, lulas e crustáceos, e sua reprodução ocorre no verão e início do outono, com gestação de até um ano.
É uma espécie discreta, formando pequenos grupos e raramente saltando fora da água. Está classificada como “dados insuficientes” pela IUCN, sendo ameaçada por pesca incidental, captura ilegal e poluição.

## Distribuição geográfica
O boto-de-burmeister é uma espécie que habita exclusivamente as águas costeiras da América do Sul. Geralmente, habita águas rasas próximas à costa e é frequentemente avistado em baías interiores, fiordes e foz de rios.
Sua distribuição abrange desde Santa Catarina, no sul do Brasil, até a Terra do Fogo e o Canal de Beagle, na costa atlântica. No lado do Pacífico, pode ser encontrado desde a Bahia de Paita, no norte do Peru, até o Estreito de Magalhães, no sul do Chile. Entretanto, ainda não está claro se sua distribuição é contínua entre o Atlântico e o Pacífico. A população do Pacífico é predominante na região e tem obtido mais sucesso do que a população do Atlântico.

## Descrição morfológica
É um cetáceo pequeno e robusto, com 1,5 a 1,8 metros de comprimento e peso médio entre 50 a 70 quilos. Sua cabeça é arredondada, sem o bico característico dos golfinhos, rostro indiferenciável da cabeça, a qual tem aparência arredondada.
As barbatanas peitorais são grandes, largas na base e pontiagudas. A barbatana dorsal está localizada no terço posterior do corpo, é pequena, larga na base e pontiaguda, com o bordo anterior apresentando uma linha de tubérculos e inclinada para trás, enquanto o bordo posterior é convexo, em vez de côncavo.

## Ecologia
Tem uma alimentação bastante ampla, predando principalmente peixes demersais e pelágicos. Também se alimenta de lulas e pequenos crustáceos.
A reprodução é sazonal, ocorrendo principalmente durante o verão e início do outono. As fêmeas atingem a maturidade sexual ao alcançarem 155 cm de comprimento, enquanto os machos atingem a maturidade com cerca de 160 cm. 
Há indícios de que as fêmeas possam dar à luz um filhote por ano, com o período de gestação variando entre 11 meses e um ano. As atividades reprodutivas ocorrem na primavera e no verão, ou seja, entre o final de novembro e o início de janeiro. 
O filhote nasce com cerca de 70 cm e o desmame ocorre por volta dos 7 meses de idade.
Os Botos-de-Burmeister, além de possuírem hábitos discretos (são aparentemente tímidos), não costumam aproximar-se das embarcações.

## Comportamento
Os Botos-de-Burmeister são conhecidos por terem comportamentos mais reservados. O tamanho do grupo geralmente varia entre 1 e 6 indivíduos, porém já foi reportado em um  grupo de 150 indivíduos próximo à Ilha Guañape, centro-norte do Peru.
Possuem movimentos espasmódicos e rápidos, contudo não são notados enquanto nadam e não costumam saltar da água. Ao emergir para respirar, o boto-espinhoso mal toca a superfície da água, realizando uma inspiração sutil e quase imperceptível, sem causar perturbações significativas na água. Quando avistados são comumente confundidos com o Golfinho chileno (Cephalorhynchus eutropia) visto que ambos são quase iguais em tamanho e cor, além de serem bastante tímidos e por esse motivo não costumam se aproximar de embarcações.
Estima-se que se aproxime consideravelmente da costa durante o período noturno.

## Conservação
A Phocoena spinipinnis está incluída na categoria “dados insuficientes” da Lista de Espécies Ameaçadas de Extinção da IUCN, visto que as informações disponíveis sobre a abundância, distribuição, estrutura da população, história de vida e movimentos ainda são escassas.